# Anadia escalerae
Anadia escalerae — вид ящірок родини гімнофтальмових (Gymnophthalmidae). Мешкає на Гвіанському нагір'ї.

## Поширення і екологія
Anadia escalerae відомі за двома зразками, один з яких був зібраний в регіоні Ла-Ескалера у венесуельському штаті Болівар, на висоті 1430 м над рівнем моря, а другий — в горах Пакарайма на заході Гаяни, на висоті 1385 м над рівнем моря. Вони живуть у вологих гірських тропічних лісах з великою кількістю мохів і епіфітів.